# FC Spaeri
FC Spaeri (Georgisch: საფეხბურთო კლუბი "სპაერი", Sapechboerto Kloebi "Spaeri") is een Georgische voetbalclub uit Tbilisi die in 2017 opgericht werd.
De club speelt in de Erovnuli Liga 2, het tweede niveau in Georgië. FC Spaeri is naast FK Gagra de enige tweede divisie-club die de Georgische voetbalbeker hebben gewonnen. In 2024 veroverde de club de Georgische beker door FC Dinamo Tbilisi in de finale te verslaan en mocht in 2025 deelnemen aan de UEFA Conference League.

## Erelijst
Georgische voetbalbeker
Winnaar in 2024

## FC Spaeri in Europa
#Q = #kwalificatieronde, T/U = Thuis/Uit, W = Wedstrijd, PUC = punten UEFA-coëfficiënten .
Uitslagen vanuit gezichtspunt FK Spaeri
| Seizoen | Competitie        | Ronde | Land                | Club            | Totaalscore | 1e W    | 2e W    | PUC |
| ------- | ----------------- | ----- | ------------------- | --------------- | ----------- | ------- | ------- | --- |
| 2025/26 | Conference League | 2Q    | Vlag van Oostenrijk | FK Austria Wien | 0-7         | 0-2 (U) | 0-5 (T) | 0.0 |

Totaal aantal punten voor UEFA-coëfficiënten: 0.0
Zie ook
- Deelnemers UEFA-toernooien Georgië
- Eeuwige ranglijst van deelnemers UEFA-clubcompetities

FC Dinamo Tbilisi 2 ·
FC Gonio ·
Iberia 1999 2 · 
Lokomotivi Tbilisi ·
Merani Martvili ·
FK Mesjachte Tkiboeli ·
FC Roestavi ·
FC Samtredia ·
Sioni Bolnisi ·
Spaeri ·